# ドニー・ダーコ
『ドニー・ダーコ』（原題：Donnie Darko）は、2001年のアメリカ映画。リチャード・ケリー監督・脚本。一度では理解できない複雑な筋立てによってリバースムービーと呼ばれて話題になった。本作においてウサギがシンボルになっている。アメリカでは劇場収益はそれほど振るわなかったが、発売されたDVDはヒットチャート第1位となった。また、D[diː]によってノベライズされている。

## ストーリー
マサチューセッツ州に住む高校生のドニー・ダーコは優秀な姉とダンスが得意な妹を持つ平凡な家庭に暮らしていたが、精神が不安定なため医師の治療を受けている。ある晩、奇妙な声に導かれてゴルフ場へと向かうと、そこにはフランクという名の銀色のウサギがおり、「世界の終わりまであと28日と6時間と42分12秒しかない」とドニーに告げる。翌朝、ゴルフ場で目覚めたドニーが家に戻ると、ジェット機のエンジンが彼の家を直撃していた。学校ではグレアム・グリーンの反社会的な小説のテキストを教える教師が問題になり、また一方では精神的に正しい生き方をレクチャーする信念を持つ教師がいる。ドニーは水道管をこわして学校を水浸しにし、生徒の精神的指導を行っている教師のカリスマ的指導者が実は児童ポルノと関係があることを暴く。世界の終わりについて理科の教師に聞いてみると、それにはどうもタイムトラベルが関係あるらしい。そして世界の終わりの日、ハロウィンの夜、ドニーの母の乗ったジェット機のエンジンが過去のドニーの家を直撃し、ドニーはその世界で死ぬ。

## キャスト
| 役名                             | 俳優                   | 日本語吹替 |
| -------------------------------- | ---------------------- | ---------- |
| ドニー・ダーコ（主人公）         | ジェイク・ジレンホール | 猪野学     |
| グレッチェン・ロス（ヒロイン）   | ジェナ・マローン       | 川本絢子   |
| カレン・ポメロイ（国語教師）     | ドリュー・バリモア     | 石塚理恵   |
| ローズ・ダーコ（母）             | メアリー・マクドネル   | 高島雅羅   |
| エディ・ダーコ（父）             | ホームズ・オズボーン   | 永田博丈   |
| ジム・カニングハム（宗教家）     | パトリック・スウェイジ | 水内清光   |
| リリアン・サーマン（精神科医師） | キャサリン・ロス       | 宗形智子   |
| ケネス・モニトフ（物理学教師）   | ノア・ワイリー         | 成田剣     |
| エリザベス・ダーコ（姉）         | マギー・ジレンホール   |            |
| フランク・アンダーソン           | ジェームズ・デュヴァル |            |
| ロナルド・フィッシャー（友人）   | スチュアート・ストーン | 風間勇刀   |